# Finlandia Trophy de 2010
Finlandia Trophy de 2010 foi a décima quinta edição do Finlandia Trophy, um evento anual de patinação artística no gelo organizado pela Associação Finlandesa de Patinação Artística (em finlandês:  Suomen Taitoluisteluliitto ry). A competição foi disputada entre os dias 8 de outubro e 10 de outubro, na cidade de Vantaa, Finlândia.

## Eventos
- Individual masculino
- Individual feminino
- Dança no gelo

## Medalhistas
| Evento                        | Ouro                                        | Prata                                   | Bronze                                       |
| Individual masculino detalhes | Artur Gachinski · Rússia                    | Kristoffer Berntsson · Suécia           | Samuel Contesti · Itália                     |
| Individual feminino detalhes  | Akiko Suzuki · Japão                        | Kiira Korpi · Finlândia                 | Alena Leonova · Rússia                       |
| Dança no gelo detalhes        | Nathalie Péchalat · Fabian Bourzat · França | Nóra Hoffmann · Maxim Zavozin · Hungria | Kristina Gorshkova · Vitali Butikov · Rússia |

## Resultados

### Individual masculino
| Pos.              | Nome                 | Nacionalidade  | Pontos | PC         | PL         |
| ----------------- | -------------------- | -------------- | ------ | ---------- | ---------- |
| Medalha de ouro   | Artur Gachinski      | Rússia         | 206.52 | 63.54 (3)  | 142.98 (1) |
| Medalha de prata  | Kristoffer Berntsson | Suécia         | 185.43 | 67.64 (1)  | 117.79 (4) |
| Medalha de bronze | Samuel Contesti      | Itália         | 183.52 | 60.72 (4)  | 122.80 (3) |
| 4                 | Grant Hochstein      | Estados Unidos | 183.51 | 56.90 (6)  | 126.61 (2) |
| 5                 | Daisuke Murakami     | Japão          | 183.03 | 66.09 (2)  | 116.94 (5) |
| 6                 | Konstantin Menshov   | Rússia         | 172.11 | 59.50 (5)  | 112.61 (7) |
| 7                 | Jonathan Cassar      | Estados Unidos | 171.95 | 55.16 (8)  | 116.79 (6) |
| 8                 | Paolo Bacchini       | Itália         | 163.67 | 56.60 (7)  | 107.07 (8) |
| 9                 | Maciej Cieplucha     | Polônia        | 155.14 | 49.88 (9)  | 105.26 (9) |
| 10                | Ari-Pekka Nurmenkari | Finlândia      | 142.94 | 49.40 (10) | 93.54 (10) |
| 11                | Viktor Zubik         | Finlândia      | 128.26 | 39.77 (13) | 88.49 (11) |
| 12                | Manuel Koll          | Áustria        | 126.14 | 44.18 (11) | 81.96 (12) |
| 13                | Valtter Virtanen     | Finlândia      | 112.88 | 40.95 (12) | 71.93 (13) |

### Individual feminino
| Pos.              | Nome             | Nacionalidade  | Pontos | PC         | PL         |
| ----------------- | ---------------- | -------------- | ------ | ---------- | ---------- |
| Medalha de ouro   | Akiko Suzuki     | Japão          | 166.57 | 57.74 (2)  | 108.83 (1) |
| Medalha de prata  | Kiira Korpi      | Finlândia      | 164.02 | 60.42 (1)  | 103.60 (2) |
| Medalha de bronze | Alena Leonova    | Rússia         | 134.77 | 51.68 (3)  | 83.09 (6)  |
| 4                 | Ksenia Makarova  | Rússia         | 132.13 | 46.44 (5)  | 85.69 (3)  |
| 5                 | Amanda Dobbs     | Estados Unidos | 131.36 | 45.82 (6)  | 85.54 (4)  |
| 6                 | Jelena Glebova   | Estônia        | 127.83 | 47.88 (4)  | 79.95 (7)  |
| 7                 | Sofia Biryukova  | Rússia         | 124.32 | 39.56 (9)  | 84.76 (5)  |
| 8                 | Linnea Mellgren  | Suécia         | 116.47 | 43.32 (7)  | 73.15 (9)  |
| 9                 | Cecilia Törn     | Finlândia      | 116.31 | 41.98 (8)  | 74.33 (8)  |
| 10                | Alisa Mikonsaari | Finlândia      | 98.16  | 36.22 (10) | 61.94 (10) |

### Dança no gelo
| Pos.              | Nome                                       | Nacionalidade  | Pontos | DC         | DL         |
| ----------------- | ------------------------------------------ | -------------- | ------ | ---------- | ---------- |
| Medalha de ouro   | Nathalie Péchalat / Fabian Bourzat         | França         | 151.76 | 59.96 (1)  | 91.80 (1)  |
| Medalha de prata  | Nóra Hoffmann / Maxim Zavozin              | Hungria        | 136.52 | 54.75 (2)  | 81.77 (2)  |
| Medalha de bronze | Kristina Gorshkova / Vitali Butikov        | Rússia         | 130.35 | 54.50 (3)  | 75.85 (3)  |
| 4                 | Madison Hubbell / Keiffer Hubbell          | Estados Unidos | 126.37 | 50.89 (4)  | 75.48 (4)  |
| 5                 | Federica Testa / Christopher Mior          | Itália         | 122.74 | 47.73 (5)  | 75.01 (5)  |
| 6                 | Siobhan Heekin-Canedy / Alexander Shakalov | Ucrânia        | 113.94 | 44.16 (7)  | 69.78 (6)  |
| 7                 | Stefanie Frohberg / Tim Giesen             | Alemanha       | 110.82 | 45.23 (6)  | 65.59 (7)  |
| 8                 | Zsuzsanna Nagy / Mate Fejes                | Hungria        | 101.00 | 39.38 (8)  | 61.62 (8)  |
| 9                 | Katelyn Good / Nikolaj Sørensen            | Dinamarca      | 96.89  | 35.94 (9)  | 60.95 (9)  |
| 10                | Henna Lindholm / Ossi Kanervo              | Finlândia      | 87.80  | 33.31 (10) | 54.49 (10) |

## Quadro de medalhas
| Ordem | País      | Medalha de ouro | Medalha de prata | Medalha de bronze |   | Ordem por total |
| ----- | --------- | --------------- | ---------------- | ----------------- | - | --------------- |
| 1     | Rússia    | 1               |                  | 2                 | 3 | 1               |
| 2     | França    | 1               |                  |                   | 1 | 2               |
| 2     | Japão     | 1               |                  |                   | 1 | 2               |
| 4     | Finlândia |                 | 1                |                   | 1 | 2               |
| 4     | Hungria   |                 | 1                |                   | 1 | 2               |
| 4     | Suécia    |                 | 1                |                   | 1 | 2               |
| 7     | Itália    |                 |                  | 1                 | 1 | 2               |
| TOTAL | TOTAL     | 3               | 3                | 3                 | 9 | —               |